# Svenska mästerskapen i alpin skidsport
Svenska mästerskapen i alpin skidsport anordnas sedan 1937 och avgörs numera i slalom, parallellslalom, storslalom, störtlopp, super-G och alpin kombination. Svenska mästare utropas individuellt och i lag.
Den 27 november 1936 beslöt Svenska skidförbundet enhälligt att instifta svenskt mästerskap i slalom. Första året, 1937, tävlade man enbart i slalom. 1951 utökades programmet med störtlopp och storslalom. Super-G lades till 1987. Alpin kombination infördes 1993 och den senaste grenen som tillkommit är parallellslalom från 2005.
2008 ersattes den alpina kombinationstävlingen med alpin superkombination. SM i alpin skidsport ingår sedan 2009 i SM-veckan.

## Herrar

### Slalom
| År   | Mästare                  | Klubb                        | Segrare lagtävling   | Plats                                |
| ---- | ------------------------ | ---------------------------- | -------------------- | ------------------------------------ |
| 2009 | André Myhrer             | Bergsjö-Hassela Alpina Klubb | Östersund-Frösö SLK  |                                      |
| 2008 | Oscar Andersson          | Sundsvall SLK                | IFK Borlänge         |                                      |
| 2007 | Mattias Hargin           | Huddinge SK AF               | Sundsvalls SLK       |                                      |
| 2006 | Anton Lahdenperä         | Gällivare SK                 | Tärna IK Fjällvinden |                                      |
| 2005 | André Myhrer             | Bergsjö IF                   | IFK Borlänge         |                                      |
| 2004 | Alexander Feinestam      | Umeå-Holmsund SK             | IFK Borlänge         |                                      |
| 2003 | Per Rönmark              | Luleå AK                     | IFK Borlänge         |                                      |
| 2002 | Johan Brolenius          | Tärna IK Fjällvinden         | IFK Borlänge         |                                      |
| 2001 | Markus Larsson           | Stöten SLK                   | IFK Borlänge         |                                      |
| 2000 | Markus Larsson           | Karlstads SLK                | Sundsvalls SLK       |                                      |
| 1999 | Johan Brolenius          | Tärna IK Fjällvinden         | Malmberget           |                                      |
| 1998 | Martin Hansson           | Stöten IF                    | Sundsvalls SLK       |                                      |
| 1997 | Johan Wallner            | Filipstads SLK               | Sundsvalls SLK       |                                      |
| 1996 | Martin Hansson           | Hestra SSK                   | Piteå Alpina         |                                      |
| 1995 | Fredrik Nyberg           | Sundsvalls SLK               | Sundsvalls SLK       |                                      |
| 1994 | Mats Ericsson            | Järfälla AK                  | Sundsvalls SLK       |                                      |
| 1993 | Thomas Fogdö             | Gällivare SK                 | Östersund-Frösö SLK  |                                      |
| 1992 | Thomas Fogdö             | Gällivare SK                 | Sälens IF            |                                      |
| 1991 | Johan Wallner            | Branäs AK                    | Kiruna BK            |                                      |
| 1990 | Thomas Fogdö             | Gällivare SK                 | Uppsala SLK          |                                      |
| 1989 | Jonas Nilsson            | Sälens IF                    | Kiruna BK            |                                      |
| 1988 | Jörgen Sundqvist         | Huddinge SK                  | Huddinge SK          |                                      |
| 1987 | Mats Ericsson            | Järfälla AK                  | Kiruna BK            |                                      |
| 1986 | Jörgen Sundqvist         | IFK Arvidsjaur               | Åre SLK              |                                      |
| 1985 | Jonas Nilsson            | Sälens IF                    | Täby SLK             |                                      |
| 1984 | Lars-Göran Halvarsson    | Groko Alpina SK, Luleå       | Groko Alpina SK      |                                      |
| 1983 | Stig Strand              | Groko Alpina SK, Luleå       | Täby SLK             |                                      |
| 1982 | Bengt Fjällberg          | Tärna IK Fjällvinden         | Tärna IK Fjällvinden |                                      |
| 1981 | Stig Strand              | Groko Alpina SK, Luleå       | Östersund-Frösö SLK  |                                      |
| 1980 | Stig Strand              | Tärna IK Fjällvinden         | Tärna IK Fjällvinden |                                      |
| 1979 | Ingemar Stenmark         | Tärna IK Fjällvinden         | Tärna IK Fjällvinden |                                      |
| 1978 | Ingemar Stenmark         | Tärna IK Fjällvinden         | Östersund-Frösö SLK  |                                      |
| 1977 | Ingemar Stenmark         | Tärna IK Fjällvinden         | Östersund-Frösö SLK  |                                      |
| 1976 | Ingemar Stenmark         | Tärna IK Fjällvinden         | Tärna IK Fjällvinden |                                      |
| 1975 | Lars-Erik Hinders        | Sollerö IF                   | Östersund-Frösö SLK  |                                      |
| 1974 | Ingemar Stenmark         | Tärna IK Fjällvinden         | Tärna IK Fjällvinden |                                      |
| 1973 | Stefan Sollander         | Östersund-Frösö SLK          | Tärna IK Fjällvinden |                                      |
| 1972 | Göte Grahn               | Tärna IK Fjällvinden         | Tärna IK Fjällvinden |                                      |
| 1971 | Bengt-Erik Grahn         | Tärna IK Fjällvinden         | Åre SLK              |                                      |
| 1970 | Olle Rolén               | Åre SLK                      | Åre SLK              |                                      |
| 1969 | Rune Lindström           | Sollefteå AK                 | Åre SLK              |                                      |
| 1968 | Rune Lindström           | Sollefteå AK                 | Åre SLK              |                                      |
| 1967 | Bengt-Erik Grahn         | Tärna IK Fjällvinden         | Åre SLK              |                                      |
| 1966 | Lars Olsson              | IFK Borlänge                 | IFK Borlänge         |                                      |
| 1965 | Olle Rolén               | Åre SLK                      | IFK Borlänge         |                                      |
| 1964 | Staffan Lindgren         | Tärna IK Fjällvinden         | Tärna IK Fjällvinden |                                      |
| 1963 | Tore Grahn               | Tärna IK Fjällvinden         | Tärna IK Fjällvinden |                                      |
| 1962 | Bengt Blanck             | IFK Kiruna                   | Östersund-Frösö SLK  |                                      |
| 1961 | Peter Ristner            | Östersund-Frösö SLK          | Östersund-Frösö SLK  |                                      |
| 1960 | Tore Grahn               | Tärna IK Fjällvinden         | Östersund-Frösö SLK  |                                      |
| 1959 | Bengt Blanck             | IFK Kiruna                   | Östersund-Frösö SLK  |                                      |
| 1958 | Stig Sollander           | Östersund-Frösö SLK          | Tärna IK Fjällvinden |                                      |
| 1957 | Lars Volny               | Östersund-Frösö SLK          | Östersund-Frösö SLK  |                                      |
| 1956 | Åke Nilsson              | Östersund-Frösö SLK          | Östersund-Frösö SLK  |                                      |
| 1955 | Stig Sollander           | Östersund-Frösö SLK          | Östersund-Frösö SLK  |                                      |
| 1954 | Hans Olofsson            | Tärna IK Fjällvinden         | Östersund-Frösö SLK  | Sälen                                |
| 1953 | Hans Olofsson            | Tärna IK Fjällvinden         | Åre SLK              | Sundsvalls slalombacke, Södra Berget |
| 1952 | Hans Olofsson            | Tärna IK Fjällvinden         | Åre SLK              | Gustavsbergsbacken, Östersund        |
| 1951 | Olle Dalman              | Leksands SLK                 | Leksands SLK         | Vindeln                              |
| 1950 | Carl-Axel Engman         | Åre SLK                      | Åre SLK              | Lilla Bolleberget, Bollnäs           |
| 1949 | Sixten Isberg            | Åre SLK                      | Åre SLK              | Gustavsbergsbacken, Östersund        |
| 1948 | Åke Nilsson              | IFK Östersund                | IFK Östersund        | Tunas berg, Borlänge                 |
| 1947 | Olle Dalman              | IFK Östersund                | IFK Östersund        | Hallstabacken, Sollefteå             |
| 1946 | Olle Dalman              | IFK Östersund                | IFK Östersund        | Dundret, Gällivare                   |
| 1945 | Sixten Isberg            | Åre SLK                      | Åre SLK              | Gustavsbergsbacken, Östersund        |
| 1944 | Hans Hansson             | Åre SLK                      | Åre SLK              | Damshöjden, Filipstads kommun        |
| 1943 | Hans Hansson             | Åre SLK                      | Åre SLK              | Åre                                  |
| 1942 | Hans Hansson             | Åre SLK                      | Åre SLK              | Karttjärnsbacken, Vikmanshyttan      |
| 1941 | Sixten Isberg            | Åre SLK                      | Åre SLK              | Luossavaara, Kiruna                  |
| 1940 | Hans Hansson             | Åre SLK                      | Åre SLK              | Järvsöbacken, Järvsö                 |
| 1939 | Hans Hansson             | Åre SLK                      | Åre SLK              | Sundsvalls slalombacke, Södra Berget |
| 1938 | Sven "Selånger" Eriksson | IF Friska Viljor             | Åre SLK              | Hallstabacken, Sollefteå             |
| 1937 | Harald Hedjerson         | Djurgårdens IF               | Åre SLK              | Gustavsbergsbacken, Östersund        |

### Parallellslalom
| År   | Mästare           | Klubb        |
| ---- | ----------------- | ------------ |
| 2008 | Hans Olsson       | IFK Moras AK |
| 2007 | Fredrik Söderberg | Bergsjö IF   |
| 2006 | Anton Lahdenperä  | Gällivare SK |
| 2005 | Niklas Rainer     | IFK Borlänge |
| 1991 | Johan Wallner     | Branäs AK    |

### Storslalom
| År   | Mästare                                  | Klubb                  | Segrare lagtävling   | Plats              |
| ---- | ---------------------------------------- | ---------------------- | -------------------- | ------------------ |
| 2009 | Matts Olsson                             | Valfjällets SLK        | IFK Moras AK         |                    |
| 2008 | Matts Olsson                             | Valfjällets SLK        | IFK Borlänge         |                    |
| 2007 | Niklas Rainer                            | IFK Borlänge           | IFK Borlänge         |                    |
| 2006 | Fredrik Nyberg                           | Sundsvalls SLK         | Tärna IK Fjällvinden |                    |
| 2005 | Niklas Rainer                            | IFK Borlänge           | Åre SLK              |                    |
| 2004 | Alexander Feinestam och Anton Lahdenperä | Umeå,Gällivare SK      | IFK Borlänge         |                    |
| 2003 | Patrik Järbyn                            | Åre SLK                | Åre SLK              |                    |
| 2002 | Fredrik Nyberg                           | Sundsvalls SLK         | Umeå-Holmsund        |                    |
| 2001 | Anders Holmström                         | Vindelns IF Alpina     | Dorotea IF           |                    |
| 2000 | Patrik Järbyn                            | Åre SLK                | Åre SLK              |                    |
| 1999 | Fredrik Nyberg                           | Sundsvalls SLK         | Sundsvall SLK        |                    |
| 1998 | Fredrik Nyberg                           | Sundsvalls SLK         | Sundsvall SLK        |                    |
| 1997 | Fredrik Nyberg                           | Sundsvalls SLK         | Sundsvall SLK        |                    |
| 1996 | Fredrik Nyberg                           | Sundsvalls SLK         | Sundsvall SLK        |                    |
| 1995 | Patrik Järbyn                            | Åre SLK                | Sundsvall SLK        |                    |
| 1994 | Fredrik Nyberg                           | Sundsvalls SLK         | Sundsvall SLK        |                    |
| 1993 | Johan Wallner                            | Branäs AK              | Åre SLK              |                    |
| 1992 | Johan Wallner                            | Branäs AK              | Sundsvall SLK        |                    |
| 1991 | Fredrik Nyberg                           | Sundsvalls SLK         | Åre SLK              |                    |
| 1990 | Jonas Nilsson                            | Sälens IF              | Åre SLK              |                    |
| 1989 | Lars-Börje Eriksson                      | Åre SLK                | Åre SLK              |                    |
| 1988 | Niklas Lindqvist                         | Sundsvalls SLK,        | Huddinge SK          |                    |
| 1987 | Rickard Andersson                        | Luleå AK               | Sälens IF            |                    |
| 1986 | Jörgen Sundqvist                         | IFK Arvidsjaur         | Tärna IK Fjällvinden |                    |
| 1985 | Johan Wallner                            | Filipstads SLK         | Tärna IK Fjällvinden |                    |
| 1984 | Jörgen Sundqvist                         | IFK Arvidsjaur         | Åre SLK              |                    |
| 1983 | Johan Wallner                            | Filipstads SLK         | Tärna IK Fjällvinden |                    |
| 1982 | Stig Strand                              | Groko Alpina SK, Luleå | Östersund-Frösö SLK  |                    |
| 1981 | Stig Strand                              | Groko Alpina SK, Luleå | Tärna IK Fjällvinden |                    |
| 1980 | Lars-Göran Halvarsson                    | Särna SK               | Tärna IK Fjällvinden |                    |
| 1979 | Ingemar Stenmark                         | Tärna IK Fjällvinden   | Tärna IK Fjällvinden |                    |
| 1978 | Ingemar Stenmark                         | Tärna IK Fjällvinden   | Tärna IK Fjällvinden |                    |
| 1977 | Ingemar Stenmark                         | Tärna IK Fjällvinden   | Tärna IK Fjällvinden |                    |
| 1976 | Ingemar Stenmark                         | Tärna IK Fjällvinden   | Tärna IK Fjällvinden |                    |
| 1975 | Hasse Johansson                          | Norbergs SLK           | Kiruna BK            |                    |
| 1974 | Bobbo Nordenskiöld                       | Åre SLK                | Tärna IK Fjällvinden |                    |
| 1973 | Anders Hansson                           | Åre SLK                | Åre SLK              |                    |
| 1972 | Manni Thofte                             | Högdalens SLK          | Åre SLK              |                    |
| 1971 | Olle Rolén                               | Åre SLK                | Åre SLK              |                    |
| 1970 | Rune Lindström                           | Sollefteå AK           | Åre SLK              |                    |
| 1970 | Rune Lindström                           | Sollefteå AK           | Åre SLK              |                    |
| 1969 | Rune Lindström                           | Sollefteå AK           | Åre SLK              |                    |
| 1968 | Rune Lindström                           | Sollefteå AK           | Tärna IK Fjällvinden |                    |
| 1967 | Rune Lindström                           | Sollefteå AK           | Åre SLK              |                    |
| 1966 | Rune Lindström                           | Sollefteå AK           | Åre SLK              |                    |
| 1965 | Olle Rolén                               | Åre SLK                | Åre SLK              |                    |
| 1964 | Bengt-Erik Grahn                         | Tärna IK Fjällvinden   | Tärna IK Fjällvinden |                    |
| 1963 | Bengt-Erik Grahn                         | Tärna IK Fjällvinden   | Tärna IK Fjällvinden |                    |
| 1962 | Olle Rolén                               | Åre SLK                | Tärna IK Fjällvinden |                    |
| 1961 | Bengt-Erik Grahn                         | Tärna IK Fjällvinden   | Östersund-Frösö SLK  |                    |
| 1960 | Tore Grahn                               | Tärna IK Fjällvinden   | Östersund-Frösö SLK  |                    |
| 1959 | John Kallström                           | Åre SLK                | Malmberget           |                    |
| 1958 | Åke Nilsson                              | Östersund-Frösö SLK    | Tärna IK Fjällvinden |                    |
| 1957 | Bengt Blanck                             | Östersund-Frösö SLK    | Östersund-Frösö SLK  |                    |
| 1956 | Hans Olofsson                            | Tärna IK Fjällvinden   | Östersund-Frösö SLK  |                    |
| 1955 | Hans Olofsson                            | Tärna IK Fjällvinden   | Östersund-Frösö SLK  |                    |
| 1954 | Åke Nilsson                              | Östersund-Frösö SLK    | Östersund-Frösö SLK  | Åre                |
| 1953 | Hans Olofsson                            | Tärna IK Fjällvinden   | Tärna IK Fjällvinden | Dundret, Gällivare |
| 1952 | Hans Olofsson                            | Tärna IK Fjällvinden   | Åre SLK              | Duved              |
| 1951 | Olof Dalman                              | Leksands SLK           | IFK Östersund        | Åre                |

### Super G
| År   | Mästare                       | Klubb                        | Segrare lagtävling  |
| ---- | ----------------------------- | ---------------------------- | ------------------- |
| 2009 | André Myhrer                  | Bergsjö-Hassela Alpina Klubb | Åre SLK             |
| 2008 | Matts Olsson                  | Valfjällets SLK              | IFK Moras AK        |
| 2007 | Hans Olsson                   | IFK Moras AK                 | IFK Moras AK        |
| 2006 | Fredrik Nyberg                | Sundsvalls SLK               | Sundsvalls SLK      |
| 2005 | Hans Olsson                   | IFK Moras AK                 | IFK Borlänge        |
| 2004 | Patrik Järbyn                 | Åre SLK                      | IFK Borlänge        |
| 2003 | Patrik Järbyn                 | Åre SLK                      | Åre SLK             |
| 2002 | Patrik Järbyn                 | IFK Lidingö SLK              | IFK Borlänge        |
| 2001 | Anders Nilsson                | Tärna IK Fjällvinden         | Åre SLK             |
| 2000 | Patrik Järbyn                 | Åre SLK                      | Åre SLK             |
| 1998 | Patrik Järbyn                 | Åre SLK                      | Sundsvall SLK       |
| 1997 | Fredrik Nyberg                | Sundsvalls SLK               | Åre SLK             |
| 1996 | Patrik Järbyn                 | Åre SLK                      | Åre SLK             |
| 1995 | Johan Wallner                 | Filipstads SLK               | Sundsvall SLK       |
| 1994 | Patrik Järbyn                 | Åre SLK                      | Åre SLK             |
| 1993 | Patrik Järbyn                 | Åre SLK                      | Sundsvall SLK       |
| 1992 | Patrik Järbyn                 | Åre SLK                      | Åre SLK             |
| 1991 | Johan Wallner                 | Branäs AK                    | Åre SLK             |
| 1990 | Niklas Henning                | Åre SLK                      | Åre SLK             |
| 1989 | Peter Olsson                  | Edsbyns IF                   | Östersund-Frösö SLK |
| 1988 | Lars Nilsson Niklas Lindqvist | Sälens IF Sundsvalls SLK     | Huddinge SK         |
| 1987 | Lars-Börje Eriksson           | Åre SLK                      |                     |

### Störtlopp
| År   | Mästare             | Klubb                | Segrare lagtävling   | Plats              |
| ---- | ------------------- | -------------------- | -------------------- | ------------------ |
| 2009 | Hans Olsson         | IFK Moras AK         | IFK Borlänge         |                    |
| 2008 | Hans Olsson         | IFK Moras AK         | Östersund-Frösö SLK  |                    |
| 2007 | Hans Olsson         | IFK Moras AK         | IFK Moras AK         |                    |
| 2006 | Hans Olsson         | IFK Moras AK         | Sundsvall SLK        |                    |
| 2005 | Hans Olsson         | IFK Moras AK         | IFK Borlänge         |                    |
| 2004 | Patrik Järbyn       | Åre SLK              | IFK Borlänge         |                    |
| 2003 | Patrik Järbyn       | Åre SLK              | Åre SLK              |                    |
| 2002 | Patrik Järbyn       | IFK Lidingö SLK      | IFK Borlänge         |                    |
| 2001 | Tobias Hellman      | Åre SLK              | Åre SLK              |                    |
| 2000 | Patrik Järbyn       | Åre SLK              | Åre SLK              |                    |
| 1999 | Patrik Järbyn       | Åre SLK              | Åre SLK              |                    |
| 1998 | Patrik Järbyn       | Åre SLK              | Sundsvall SLK        |                    |
| 1997 | Patrik Järbyn       | Åre SLK              | Åre SLK              |                    |
| 1996 | Tobias Hellman      | Åre SLK              | Åre SLK              |                    |
| 1995 | Patrik Järbyn       | Åre SLK              | Åre SLK              |                    |
| 1994 | Patrik Järbyn       | Åre SLK              | Åre SLK              |                    |
| 1993 | Magnus Oja          | Gällivare SK         | Sundsvall SLK        |                    |
| 1992 | Niklas Henning      | Åre SLK              | Åre SLK              |                    |
| 1991 | Patrik Järbyn       | Åre SLK              | Åre SLK              |                    |
| 1990 | Niklas Henning      | Åre SLK              | Åre SLK              |                    |
| 1989 | Lars-Börje Eriksson | Åre SLK              | Åre SLK              |                    |
| 1988 | Niklas Henning      | Åre SLK              | Åre SLK              |                    |
| 1987 | Sverker Axdal       | Åre SLK              | Åre SLK              |                    |
| 1986 | Niklas Henning      | Åre SLK              | Åre SLK              |                    |
| 1985 | Niklas Henning      | Åre SLK              | Åre SLK              |                    |
| 1984 | Niklas Henning      | Åre SLK              | Åre SLK              |                    |
| 1983 | Niklas Henning      | Åre SLK              | Åre SLK              |                    |
| 1982 | Helmut Grassl       | Sunne AK             | Åre SLK              |                    |
| 1981 | Benny Lindberg      | Djurgårdens IF       | Åre SLK              |                    |
| 1980 | Rune Säfvenberg     | Umeå-Holmsunds SK    | Östersund-Frösö SLK  |                    |
| 1979 | Helmut Grassl       | Karlskoga SLK        | Åre SLK              |                    |
| 1978 | Benny Lindberg      | Djurgårdens IF       | Östersund-Frösö SLK  |                    |
| 1977 | Bobbo Nordenskiöld  | Östersund-Frösö SLK  | Östersund-Frösö SLK  |                    |
| 1976 | Anders Hansson      | Åre SLK              | Åre SLK              |                    |
| 1975 | Anders Hansson      | Åre SLK              | Åre SLK              |                    |
| 1974 | Bobbo Nordenskiöld  | Åre SLK              | Åre SLK              |                    |
| 1973 | Manni Thofte        | AIK                  | Östersund-Frösö SLK  |                    |
| 1972 | Anders Hansson      | Åre SLK              | Åre SLK              |                    |
| 1971 | Staffan Lindgren    | Tärna IK Fjällvinden | Åre SLK              |                    |
| 1970 | Hans Bergman        | Gällivare SK         | Gällivare SK         |                    |
| 1969 | Anders Hansson      | Åre SLK              | Åre SLK              |                    |
| 1968 | Rune Lindström      | Sollefteå AK         | Sollefteå AK         |                    |
| 1967 | Olle Rolén          | Åre SLK              | Tärna IK Fjällvinden |                    |
| 1966 | Mauritz Lindström   | Gällivare SK         | Gällivare SK         |                    |
| 1965 | Olle Rolén          | Åre SLK              | Åre SLK              |                    |
| 1964 | Rune Lindström      | Sollefteå AK         | Tärna IK Fjällvinden |                    |
| 1963 | Bengt-Erik Grahn    | Tärna IK Fjällvinden | Tärna IK Fjällvinden |                    |
| 1962 | Lars Mattsson       | Malmbergets AIF      | Östersund-Frösö SLK  |                    |
| 1961 | Tore Gran           | Tärna IK Fjällvinden | Tärna IK Fjällvinden |                    |
| 1960 | Göran Jacobsson     | Sollefteå GIF        | Åre SLK              |                    |
| 1959 | John Kallström      | Åre SLK              | Tärna IK Fjällvinden |                    |
| 1958 | Göran Jacobsson     | Sollefteå GIF        | Åre SLK              |                    |
| 1957 | Lennart Fotmeijer   | Kiruna BK            | Tärna IK Fjällvinden |                    |
| 1956 | Per Olof Johansson  | IFK Borlänge         | Östersund-Frösö SLK  |                    |
| 1955 | Hans Olofsson       | Tärna IK Fjällvinden | Tärna IK Fjällvinden |                    |
| 1954 | Inställda tävlingar |                      |                      |                    |
| 1953 | Stig Sollander      | Östersund-Frösö SLK  | Åre SLK              | Dundret, Gällivare |
| 1952 | Stig Sollander      | Östersund-Frösö SLK  | Åre SLK              | Åre                |
| 1951 | Hans Hansson        | Åre SLK              | Åre SLK              | Åre                |

### Kombination
| År   | Mästare             | Klubb            | Segrare lagtävling |
| ---- | ------------------- | ---------------- | ------------------ |
| 2007 | Anton Lahdenperä    | Gällivare SK     |                    |
| 2006 | Anton Lahdenperä    | Gällivare SK     |                    |
| 2005 | Hans Olsson         | IFK Moras AK     |                    |
| 2004 | Alexander Feinestam | Umeå-Holmsund SK |                    |
| 2003 | Charlie Bergendahl  | Bjursås IK       |                    |
| 2002 | Lars Lewén          | IFK Borlänge     |                    |
| 2001 | Alexander Feinestam | Umeå-Holmsund SK |                    |
| 2000 | Fredrik Nyberg      | Sundsvall SLK    |                    |
| 1999 | Charlie Bergendahl  | Bjursås IK       |                    |
| 1998 | Fredrik Nyberg      | Sundsvall SLK    |                    |
| 1997 | Tobias Hellman      | Åre SLK          | Åre SLK            |
| 1996 | Johan Wallner       | Filipstads SLK   | Piteå Alpina       |
| 1995 | Johan Wallner       | Filipstads SLK   |                    |
| 1994 | Niklas Nilsson      | Uppsala SLK      |                    |
| 1993 | Tobias Hellman      | Åre SLK          |                    |

### Superkombination
| År   | Mästare      | Klubb                        | Segrare lagtävling  |
| ---- | ------------ | ---------------------------- | ------------------- |
| 2009 | André Myhrer | Bergsjö-Hassela Alpina Klubb | Östersund-Frösö SLK |
| 2008 | Hans Olsson  | IFK Moras AK                 |                     |

## Damer

### Slalom
| År   | Mästare                   | Klubb                   | Segrare lagtävling   |
| ---- | ------------------------- | ----------------------- | -------------------- |
| 2009 | Maria Pietilä-Holmner     | UHSK Umeå SK            | UHSK Umeå SK         |
| 2008 | Therese Borssén           | Rättviks SLK            |                      |
| 2007 | Frida Hansdotter          | Norbergs SLK            | Rättviks SLK         |
| 2006 | Maria Pietilä-Holmner     | Umeä-Holmsund SK        | Umeå-Holmsund SK     |
| 2005 | Anja Pärson               | Tärna IK Fjällvinden    |                      |
| 2004 | Maria Pietilä-Holmner     | Umeä-Holmsund SK        | Rättviks SLK         |
| 2003 | Anna Ottosson             | Östersund-Frösö SLK     | Huddinge SK          |
| 2002 | Ylva Nowén                | Östersund-Frösö SLK     | Huddinge SK          |
| 2001 | Susanne Ekman             | Saltsjöbadens SLK       | Saltsjöbadens SLK    |
| 2000 | Anna Ottosson             | Östersund-Frösö SLK     | Saltsjöbadens SLK    |
| 1999 | Anna Ottosson             | Östersund-Frösö SLK     |                      |
| 1998 | Ylva Nowén                | Östersund-Frösö SLK     | Östersund-Frösö SLK  |
| 1997 | Pernilla Wiberg           | Norrköpings SLK         | Östersund-Frösö SLK  |
| 1996 | Pernilla Wiberg           | Norrköpings SLK         | Östersund-Frösö SLK  |
| 1995 | Ylva Nowén                | Östersund-Frösö SLK     | Östersund-Frösö SLK  |
| 1994 | Kristina Andersson        | Östersund-Frösö SLK     | Rättviks SLK         |
| 1993 | Kristina Andersson        | Östersund-Frösö SLK     | Östersund-Frösö SLK  |
| 1992 | Pernilla Wiberg           | Norrköpings SLK         |                      |
| 1991 | Pernilla Wiberg           | Norrköpings SLK         | Östersund-Frösö SLK  |
| 1990 | Pernilla Wiberg           | Norrköpings SLK         | Östersund-Frösö SLK  |
| 1989 | Camilla Nilsson           | Östersund-Frösö SLK     | Östersund-Frösö SLK  |
| 1988 | Camilla Nilsson           | Östersund-Frösö SLK     | Östersund-Frösö SLK  |
| 1987 | Catarina Rosenqvist       | Finnvedens SLK, Värnamo | Östersund-Frösö SLK  |
| 1986 | Catharina Glassér-Bjerner | Stöten SLK              | Nolby Alpina         |
| 1985 | Catharina Glassér-Bjerner | Tärna IK Fjällvinden    | Tärna IK Fjällvinden |
| 1984 | Ann Melander              | Täby SLK                | Tärna IK Fjällvinden |
| 1983 | Monica Äijä               | Gällivare SK            | Östersund-Frösö SLK  |
| 1982 | Monica Äijä               | Gällivare SK            | Gällivare SK         |
| 1981 | Ann Melander              | Täby SLK                | Täby SLK             |
| 1980 | Ann Melander              | Täby SLK                | Täby SLK             |
| 1979 | Pia Gustafsson            | Gällivare SK            | Gällivare SK         |
| 1978 | Karin Sundberg            | Lycksele IF             | Gällivare SK         |
| 1977 | Pia Gustafsson            | Gällivare SK            | Tärna IK Fjällvinden |
| 1976 | Pia Gustafsson            | Gällivare SK            | IFK Lidingö          |
| 1975 | Karin Sundberg            | Lycksele IF             | IFK III Falun        |
| 1974 | Lena Sollander            | Östersund-Frösö SLK     | Tärna IK Fjällvinden |
| 1973 | Lillian Nilsson           | Tärna IK Fjällvinden    | Tärna IK Fjällvinden |
| 1972 | Karin Aspelin             | IFK Mora                | Östersund-Frösö SLK  |
| 1971 | Lena Sollander            | Östersund-Frösö SLK     | Östersund-Frösö SLK  |
| 1970 | Monica Hermansson         | Avesta SLK              | Östersund-Frösö SLK  |
| 1969 | Karin Aspelin             | IFK Mora                | Östersund-Frösö SLK  |
| 1968 | Monica Hermansson         | Avesta SLK              | Tärna IK Fjällvinden |
| 1967 | Monica Hermansson         | Avesta SLK              | Östersund-Frösö SLK  |
| 1966 | Ingrid Sundberg           | Lycksele IF             | Åre SLK              |
| 1965 | Vivi-Anne Wassdahl        | Östersund-Frösö SLK     | Sollefteå GIF        |
| 1964 | Vivi-Anne Wassdahl        | Östersund-Frösö SLK     | Östersund-Frösö SLK  |
| 1963 | Vivi-Anne Wassdahl        | Östersund-Frösö SLK     | Östersund-Frösö SLK  |
| 1962 | Vivi-Anne Wassdahl        | Östersund-Frösö SLK     | Östersund-Frösö SLK  |
| 1961 | Anita Olsson              | Östersund-Frösö SLK     | Östersund-Frösö SLK  |
| 1960 | Anita Olsson              | Östersund-Frösö SLK     | Sollefteå GIF        |
| 1959 | Vivi-Anne Wassdahl        | IF Friska Viljor        | Sollefteå GIF        |
| 1958 | Vivi-Anne Wassdahl        | Djurgårdens IF          |                      |
| 1957 | Vivi-Anne Wassdahl        | Östersund-Frösö SLK     |                      |
| 1956 | Vivi-Anne Wassdahl        | Östersund-Frösö SLK     | Östersund-Frösö SLK  |
| 1955 | Vivi-Anne Wassdahl        | Östersund-Frösö SLK     | Åre SLK              |
| 1954 | Sarah Thomasson           | Åre SLK                 | Åre SLK              |
| 1953 | Ingrid Englund            | Sundsvalls SLK          |                      |
| 1952 | Sarah Thomasson           | Åre SLK                 | Åre SLK              |
| 1951 | Sarah Thomasson           | Åre SLK                 |                      |
| 1950 | Kerstin Winnberg          | IFK Östersund           | Åre SLK              |
| 1949 | Sarah Thomasson           | Åre SLK                 | Åre SLK              |
| 1948 | May Nilsson               | Åre SLK                 | Åre SLK              |
| 1947 | May Nilsson               | Åre SLK                 | Åre SLK              |
| 1946 | May Nilsson               | Åre SLK                 | Åre SLK              |
| 1945 | May Nilsson               | Åre SLK                 | Åre SLK              |
| 1944 | Britt Nilsson             | Frösö IF                | Åre SLK              |
| 1943 | May Nilsson               | Åre SLK                 | Åre SLK              |
| 1942 | Britt Nilsson             | Frösö IF                | Djurgårdens IF       |
| 1941 | May Nilsson               | Åre SLK                 | Åre SLK              |
| 1940 | May Nilsson               | Åre SLK                 | Åre SLK              |
| 1939 | May Nilsson               | Frösö IF                | Frösö IF             |
| 1938 | Brita Thomasson           | Åre SLK                 | Djurgårdens IF       |
| 1937 | Inga Söderbaum            | Djurgårdens IF          |                      |

### Parallellslalom
| År   | Mästare               | Klubb            |
| ---- | --------------------- | ---------------- |
| 2008 | Veronica Smedh        | Sundsvalls SLK   |
| 2007 | Veronica Smedh        | Sundsvalls SLK   |
| 2006 | Maria Pietilä-Holmner | Umeå-Holmsund SK |
| 2005 | Ida Hinders           | IFK Falun        |
| 1991 | Anna Bodén            | Gällivare SK     |

### Storslalom
| År   | Mästare                   | Klubb                   | Segrare lagtävling   |
| ---- | ------------------------- | ----------------------- | -------------------- |
| 2009 | Kajsa Kling               | Åre SLK                 | UHSK Umeå SK         |
| 2008 | Jessica Lindell Vikarby   | Huddinge SK AF          | Rättviks SLK         |
| 2007 | Jessica Lindell-Vikarby   | Huddinge SK AF          | UHSK Umeå SK         |
| 2006 | Anna Ottosson             | Östersund-Frösö SLK     | Östersund-Frösö SLK  |
| 2005 | Anja Pärson               | Tärna IK Fjällvinden    | Huddinge SK          |
| 2004 | Maria Pietilä-Holmner     | Umeå-Holmsund SK        | Huddinge SK          |
| 2003 | Anja Pärson               | Tärna IK Fjällvinden    | Huddinge SK          |
| 2002 | Anna Ottosson             | Östersund-Frösö SLK     | Östersund-Frösö SLK  |
| 2001 | Janette Hargin            | Huddinge SK             | Huddinge SK          |
| 2000 | Anna Ottosson             | Östersund-Frösö SLK     | Tärna IK Fjällvinden |
| 1999 | Anna Ottosson             | Östersund-Frösö SLK     | Östersund-Frösö SLK  |
| 1998 | Anja Pärson               | Tärna IK Fjällvinden    | Tärna IK Fjällvinden |
| 1997 | Pernilla Wiberg           | Norrköpings SLK         | Östersund-Frösö SLK  |
| 1996 | Erika Hansson             | Hestra SSK              | Östersund-Frösö SLK  |
| 1995 | Ylva Nowén                | Östersund-Frösö SLK     | Östersund-Frösö SLK  |
| 1994 | Ylva Nowén                | Östersund-Frösö SLK     | Östersund-Frösö SLK  |
| 1993 | Ylva Nowén                | Östersund-Frösö SLK     | Östersund-Frösö SLK  |
| 1992 | Ylva Nowén                | Östersund-Frösö SLK     | Östersund-Frösö SLK  |
| 1991 | Pernilla Wiberg           | Norrköpings SLK         | Östersund-Frösö SLK  |
| 1990 | Camilla Nilsson           | Östersund-Frösö SLK     | Östersund-Frösö SLK  |
| 1989 | Camilla Nilsson           | Östersund-Frösö SLK     | Östersund-Frösö SLK  |
| 1988 | Camilla Nilsson           | Östersund-Frösö SLK     | Östersund-Frösö SLK  |
| 1987 | Monica Äijä               | Gällivare SK            | Östersund-Frösö SLK  |
| 1986 | Monica Äijä               | Gällivare SK            | Östersund-Frösö SLK  |
| 1985 | Catarina Rosenqvist       | Finnvedens SLK, Värnamo | Gällivare SK         |
| 1984 | Ann Melander              | Täby SLK                | Gällivare SK         |
| 1983 | Inger Köhler              | Gällivare SLK           | Östersund-Frösö SLK  |
| 1982 | Ann Melander              | Täby SLK                | Gällivare SK         |
| 1981 | Catharina Glassér-Bjerner | Tärna IK Fjällvinden    | Täby SLK             |
| 1980 | Ann Melander              | Täby SLK                | Gällivare SK         |
| 1979 | Ann Melander              | Täby SLK                | Gällivare SK         |
| 1978 | Karin Sundberg            | Lyksele IF              | Vilhelmina IK        |
| 1977 | Jill Wahlqvist            | Sunne AK                | Tärna IK Fjällvinden |
| 1976 | Jill Wahlqvist            | Karlstad SLK            | Östersund-Frösö SLK  |
| 1975 | Karin Sundberg            | Lyksele IF              | Östersund-Frösö SLK  |
| 1974 | Pia Gustafsson            | Gällivare SK            | Östersund-Frösö SLK  |
| 1973 | Lena Sollander            | Östersund-Frösö SLK     | Östersund-Frösö SLK  |
| 1972 | Lillian Nilsson           | Östersund-Frösö SLK     | Tärna IK Fjällvinden |
| 1971 | Lotta Sollander           | Östersund-Frösö SLK     | Östersund-Frösö SLK  |
| 1970 | Monica Hermansson         | Avesta SLK              | Östersund-Frösö SLK  |
| 1969 | Monica Hermansson         | Avesta SLK              | Östersund-Frösö SLK  |
| 1968 | Ingrid Sundberg           | Lycksele IF             | Östersund-Frösö SLK  |
| 1967 | Monica Hermansson         | Avesta SLK              | IF Friska Viljor     |
| 1966 | Monica Hermansson         | Avesta SLK              | Åre SLK              |
| 1965 | Vivi-Anne Wassdahl        | Östersund-Frösö SLK     | Åre SLK              |
| 1964 | Elisabeth Norlén          | Östersund-Frösö SLK     | Östersund-Frösö SLK  |
| 1963 | Kathinka Frisk            | Djurgårdens IF          | Östersund-Frösö SLK  |
| 1962 | Vivi-Anne Wassdahl        | Östersund-Frösö SLK     | Östersund-Frösö SLK  |
| 1961 | Vivi-Anne Wassdahl        | IF Friska Viljor        | Östersund-Frösö SLK  |
| 1960 | Märit Mattsson            | Malmbergets AIF         | Sollefteå GIF        |
| 1959 | Anita Olsson              | Östersund-Frösö SLK     | Östersund-Frösö SLK  |
| 1958 | Märit Mattsson            | Malmbergets AIF         |                      |
| 1957 | Vivi-Anne Wassdahl        | Östersund-Frösö SLK     |                      |
| 1956 | Vivi-Anne Wassdahl        | Östersund-Frösö SLK     | Östersund-Frösö SLK  |
| 1955 | Ingrid Englund            | Sundsvalls SLK          |                      |
| 1954 | Sarah Thomasson           | Åre SLK                 |                      |
| 1953 | Ingrid Englund            | Sundsvalls SLK          |                      |
| 1952 | Margareta Jacobsson       | Sollefteå GIF           | Åre SLK              |
| 1951 | Kerstin Winnberg-Ahlqvist | Djurgårdens IF          |                      |

### Störtlopp
| År   | Mästare                 | Klubb                | Segrare lagtävling   |
| ---- | ----------------------- | -------------------- | -------------------- |
| 2009 | Kajsa Kling             | Åre SLK              | Åre SLK              |
| 2008 | Jessica Lindell Vikarby | Huddinge SK          | Åre SLK              |
| 2007 | Nike Bent               | Funäsdalens SLK      | Östersund-Frösö SLK  |
| 2006 | Jessica Lindell-Vikarby | Huddinge SK          | Huddinge SK          |
| 2005 | Jessica Lindell-Vikarby | Huddinge SK          | Huddinge SK          |
| 2004 | Nina Hansson            | Tärna IK Fjällvinden | Åre SLK              |
| 2003 | Anja Pärson             | Tärna IK Fjällvinden | Huddinge SK          |
| 2002 | Jessica Lindell-Vikarby | Huddinge SK          | Huddinge SK          |
| 2001 | Anja Pärson             | Tärna IK Fjällvinden | Tärna IK Fjällvinden |
| 2000 | Nike Bent               | Funäsdalens SLK      | Tärna IK Fjällvinden |
| 1999 | Janette Hargin          | Huddinge SK          | Tärna IK Fjällvinden |
| 1998 | Linda Ydeskog           | Rättviks SLK         | Sundsvall            |
| 1997 | Linda Ydeskog           | Rättviks SLK         |                      |
| 1996 | Linda Ydeskog           | Rättviks SLK         | IFK Mora AK          |
| 1995 | Ulrika Nordberg         | IFK Mora AK          |                      |
| 1994 | Martina Fortkord        | Saltsjöbadens SLK    |                      |
| 1993 | Linda Ydeskog           | Rättviks SLK         | Östersund-Frösö SLK  |
| 1992 | Pernilla Wiberg         | Norrköpings SLK      | Östersund-Frösö SLK  |
| 1991 | Erika Hansson           | Sälens IF            |                      |
| 1990 | Ulrika Wärvik           | Åre SLK              | Nolby Alpina SK      |
| 1989 | Ulrika Wärvik           | Åre SLK              | Åre SLK              |
| 1988 | Ulrika Wärvik           | Åre SLK              | Östersund-Frösö SLK  |
| 1987 | Helena Kalte            | Nolby Alpina SK      | Nolby Alpina SK      |
| 1986 | Annelie Sundgren        | Nolby Alpina SK      | Nolby Alpina SK      |
| 1985 | Ulrika Wärvik           | Östersund-Frösö SLK  | Nolby Alpina SK      |
| 1984 | Ulla Carlsson           | Sundsvalls SLK       | Sundsvalls SLK       |
| 1983 | Gabriella Hamberg       | IFK Borlänge         | Östersund-Frösö SLK  |
| 1982 | Christina Grassl        | Sunne AK             |                      |
| 1981 | Helena Hedman           | Gävle Alpina SK      |                      |
| 1980 | Ann Melander            | Täby SLK             |                      |
| 1979 | Christina Jonsson       | Sundsvalls SLK       |                      |
| 1978 | Karin Sundberg          | Lycksele IF          |                      |
| 1977 | Britta Östman           | IFK Lidingö          |                      |
| 1976 | Monica Jonsson          | Arbrå IK             | IFK Lidingö          |
| 1975 | Monica Jonsson          | Arbrå IK             | Täby SLK             |
| 1974 | Karin Sundberg          | Lycksele IF          | Östersund-Frösö SLK  |
| 1973 | Ingegerd Fränberg       | IFK Lidingö          | Östersund-Frösö SLK  |
| 1972 | Lillian Nilsson         | Tärna IK Fjällvinden | Östersund-Frösö SLK  |
| 1971 | Lotta Sollander         | Östersund-Frösö SLK  | Östersund-Frösö SLK  |
| 1970 | Monica Hermansson       | Avesta SLK           | Östersund-Frösö SLK  |
| 1969 | Lena Wilhelmsson        | Östersund-Frösö SLK  | Östersund-Frösö SLK  |
| 1968 | Monica Hermansson       | Avesta SLK           | Östersund-Frösö SLK  |
| 1967 | Monica Hermansson       | Avesta SLK           |                      |
| 1966 | Elisabeth Norlén        | Östersund-Frösö SLK  |                      |
| 1965 | Kerstin Svensson        | Sollefteå GIF        |                      |
| 1964 | Kathinka Frisk          | Djurgårdens IF       | Östersund-Frösö SLK  |
| 1963 | Kerstin Jacobsson       | Sollefteå GIF        |                      |
| 1962 | Kathinka Frisk          | Djurgårdens IF       | Östersund-Frösö SLK  |
| 1961 | Kathinka Frisk          | Djurgårdens IF       | Östersund-Frösö SLK  |
| 1960 | Kathinka Frisk          | Djurgårdens IF       |                      |
| 1959 | Kathinka Frisk          | Djurgårdens IF       |                      |
| 1958 | Kerstin Jacobsson       | Sollefteå GIF        |                      |
| 1957 | Eivor Berglund          | Åre SLK              |                      |
| 1956 | Ingrid Englund          | Sundsvalls SLK       |                      |
| 1955 | Ingrid Englund          | Sundsvalls SLK       |                      |
| 1954 | Inställda tävlingar     |                      |                      |
| 1953 | Ingrid Englund          | Sundsvalls SLK       |                      |
| 1952 | Sarah Thomasson         | Åre SLK              |                      |
| 1951 | Margaretha Jacobsson    | Sollefteå GIF        |                      |

### Super G
| År   | Mästare                 | Klubb               | Segrare lagtävling   |
| ---- | ----------------------- | ------------------- | -------------------- |
| 2009 | Kajsa Kling             | Åre SLK             | Östersund-Frösö SLK  |
| 2008 | Jessica Lindell-Vikarby | Huddinge SK         | Rättviks SLK         |
| 2007 | Nike Bent               | Funäsdalens SLK     |                      |
| 2006 | Jessica Lindell-Vikarby | Huddinge SK         | Östersund-Frösö SLK  |
| 2005 | Anna Ottosson           | Huddinge SK         | Huddinge SK          |
| 2004 | Nike Bent               | Funäsdalens SLK     |                      |
| 2003 | Jessica Lindell-Vikarby | Huddinge SK         | Huddinge SK          |
| 2002 | Janette Hargin          | Huddinge SK         | Huddinge SK          |
| 2001 | Nike Bent               | Funäsdalens SLK     | Tärna IK Fjällvinden |
| 2000 | Nike Bent               | Funäsdalens SLK     | Tärna IK Fjällvinden |
| 1999 | Janette Hargin          | Huddinge SK         | Huddinge SK          |
| 1998 | Linda Ydeskog           | Rättviks SLK        | Tärna IK Fjällvinden |
| 1997 | Linda Ydeskog           | Rättviks SLK        |                      |
| 1996 | Linda Ydeskog           | Rättviks SLK        | Östersund-Frösö SLK  |
| 1995 | Ingrid Helander         | Getbergets SLK      |                      |
| 1994 | Martina Fortkord        | Saltsjöbadens SLK   | Rättviks SLK         |
| 1993 | Josefin Edvinsson       | Östersund-Frösö SLK | Östersund-Frösö SLK  |
| 1992 | Pernilla Wiberg         | Norrköping SLK      | Östersund-Frösö SLK  |
| 1991 | Ylva Nowén              | Östersund-Frösö SLK | Östersund-Frösö SLK  |
| 1990 | Camilla Nilsson         | Östersund-Frösö SLK | Östersund-Frösö SLK  |
| 1989 | Marina Hänström         | Sundsvalls SLK      | Nolby Alpina SK      |
| 1988 | Maria Kristoffersson    | Åre SLK             | Östersund-Frösö SLK  |
| 1987 | Camilla Lundbäck        | Åre SLK             | Åre SLK              |

### Kombination
| År   | Mästare               | Klubb                | Segrare lagtävling |
| ---- | --------------------- | -------------------- | ------------------ |
| 2007 | Veronica Smedh        | Sundsvalls SLK       |                    |
| 2006 | Anna Ottosson         | Östersund-Frösö SLK  |                    |
| 2005 | Carolina Nordh        | Sollentuna SLK       |                    |
| 2004 | Maria Pietilä-Holmner | Umeå-Holmsund SK     |                    |
| 2003 | Anja Pärson           | Tärna IK Fjällvinden |                    |
| 2002 | Janette Hargin        | Huddinge SK          |                    |
| 2001 | Anja Pärson           | Tärna IK Fjällvinden |                    |
| 2000 | Anja Pärson           | Tärna IK Fjällvinden | Saltjsöb.          |
| 1999 | Janette Hargin        | Huddinge SK          |                    |
| 1998 | Linda Ydeskog         | Rättviks SLK         |                    |
| 1997 | Linda Ydeskog         | Rättviks SLK         |                    |
| 1996 | Linda Ydeskog         | Rättviks SLK         |                    |
| 1995 | Ylva Nowén            | Rättviks SLK         |                    |
| 1994 | Linda Ydeskog         | Rättviks SLK         |                    |
| 1993 | Linda Ydeskog         | Rättviks SLK         |                    |

### Superkombination
| År   | Mästare               | Klubb        | Segrare lagtävling |
| ---- | --------------------- | ------------ | ------------------ |
| 2009 | Maria Pietilä Holmner | UHSK Umeå SK |                    |
| 2008 | Kajsa Kling           | Åre SLK      |                    |